# Rudini (General)

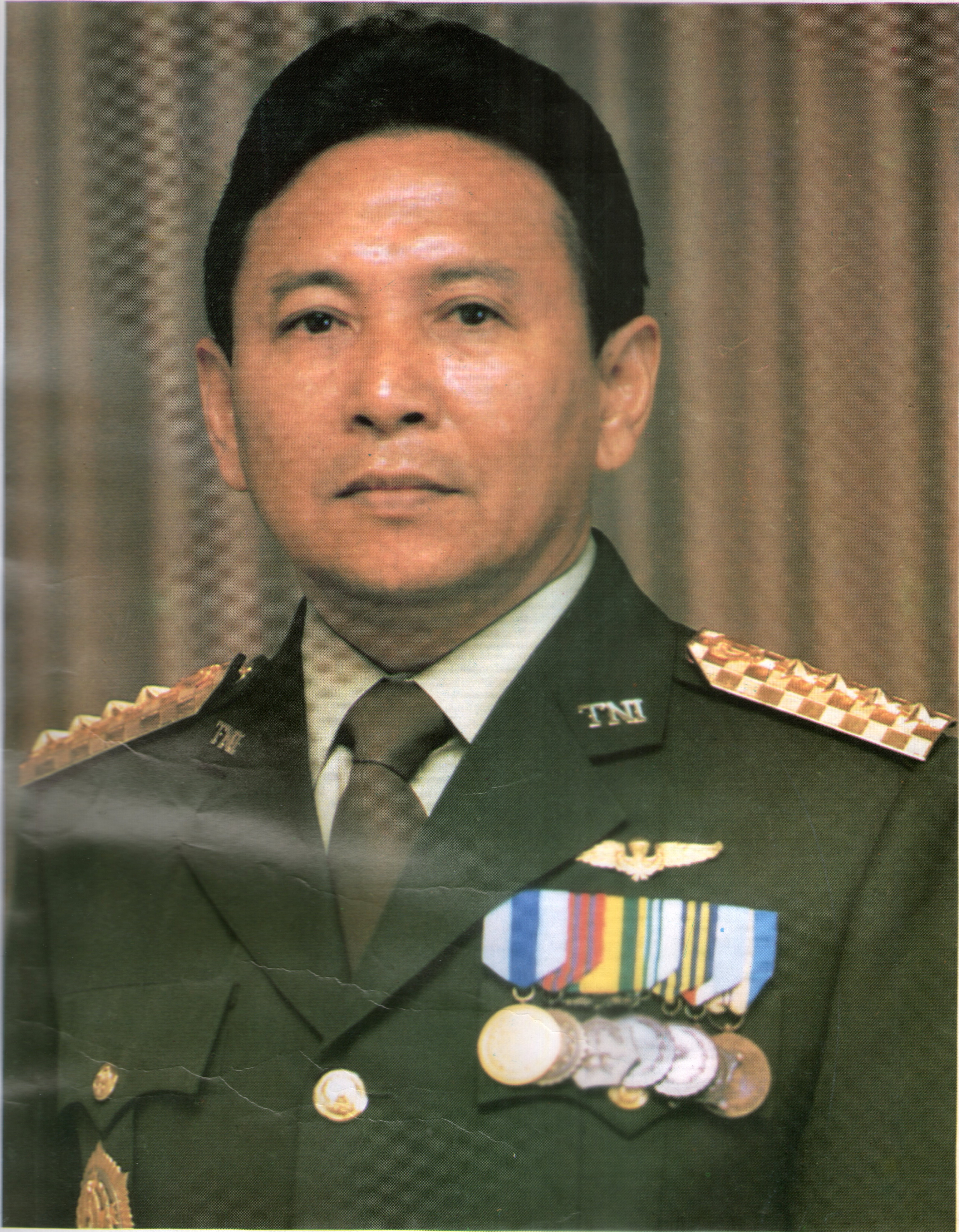
Rudini, 1985

Rudini (* 15. Dezember 1929 in Malang, Niederländisch-Indien, heute: Jawa Timur, Indonesien; † 21. Januar 2006 in Jakarta) war ein indonesischer General der Streitkräfte Indonesiens und Politiker, der unter anderem zwischen 1981 und 1983 Kommandeur des Strategischen Heeres-Reservekommandos Kostrad, von 1983 bis 1986 Chef des Chef des Stabes des Heeres der Streitkräfte Indonesiens sowie von 1988 bis 1993 Innenminister Indonesiens war. 1999 wurde er erster Vorsitzender der neu geschaffenen Allgemeinen Wahlkommission (Komisi Pemilihan Umum) und bekleidete diese Funktion bis 2001.

## Leben
Rudini trat nach dem Besuch der High School (Sekolah menengah atas) in Malang 1950 in die Streitkräfte Indonesiens ein und absolvierte zwischen 1951 und 1955 eine Offiziersausbildung an der Koninklijke Militaire Academie in Breda. Nach seiner Rückkehr wurde er als Leutnant 1955 Adjutant des Chefs des Generalstabes des Heeres Abdul Haris Nasution. Nach einer kurzen Verwendung als Instrukteur der Inspektion für Grundausbildung und Fortbildung wurde er 1956 Zugführer einer Einheit in Brawijaya sowie 1959 Ausbilder an der Militärakademie (Akademi Militer) in Kota Magelang. In den folgenden Jahren absolvierte er 1961, 1964, 1966 und 1967 verschiedene Grund- und Fortgeschrittenenlehrgänge für Fallschirmjäger und Luftlandetruppen. Daraufhin wurde er 1967 als Major Kommandeur des 400. Infanteriebataillons (Batalyon Infanteri 400/Raider). 1970 war er Absolvent der Stabs- und Kommandoschule des Heeres Seskoad (Sekolah Staf dan Komando Angkatan Darat) sowie 1973 einen International Defence Management Course in den USA. Als Nachfolger von Oberst Zein Toyib wurde Oberst Rudini 1972 Kommandeur der Luftlandebrigade 18 (Brigade Infanteri Lintas Udara 18) und verblieb in dieser Funktion bis zu seiner Ablösung durch Oberst Matrodji 1974.
1975 übernahm Rudini den Posten als Befehlshaber des Luftlandekommandos (Komando Tempur Lintas Udara). Nach einer kurzen Verwendung im Nationalen Resilienzinstitut Lemhanas (Lembaga Ketahanan Nasional) wurde er 1977 Chef des Stabes des Strategischen Heeres-Reservekommandos Kostrad (Komando Cadangan Strategis TNI-Angkatan Darat). Am 16. September 1978 übernahm er von Brigadegeneral Edy Sugardo die Funktion als Kommandeur des regionalen Militärkommandos Kodam XIII/Merdeka in Kota Malang und verblieb in dieser Verwendung bis zum 28. Januar 1981, woraufhin Brigadegeneral Susanto Wismoyo sein dortiger Nachfolger wurde. Er selbst wurde daraufhin als Generalmajor am 24. Januar 1981 Pangkostrad und damit als Nachfolger von Generalmajor Muhammad Ismail Kommandeur des Strategischen Heeres-Reservekommandos Kostrad. Er hatte diesen Posten bis zu seiner Ablösung durch Generalmajor Soeweno am 24. Mai 1983 inne. Danach wurde er General und übernahm von General Poniman am 1. März 1983 den Posten als Chef des Chef des Stabes des Heeres der Streitkräfte Indonesiens KASAD (Kepala Staf TNI Angkatan Darat). Er bekleidete diesen bis zum 7. Juni 1986, woraufhin General Try Sutrisno seine dortige Nachfolge antrat.
Am 23. März 1988 wurde er in der Regierung von Staatspräsident Suharto als Nachfolger von Soepardjo Rustam Innenminister (Menteri Dalam Negeri). Er hatte dieses Ministeramt bis zum 17. März 1993 inne und wurde daraufhin von General Yogie Suardi Memet abgelöst. 1999 wurde er erster Vorsitzender der neu geschaffenen 52-köpfigen Allgemeinen Wahlkommission (Komisi Pemilihan Umum) und organisierte die Wahl vom 7. Juni 1999. Er bekleidete diese Funktion bis 2001 und wurde daraufhin von Nazaruddin Sjamsuddin abgelöst.
Aus seiner Ehe mit Oddyana gingen drei Kinder hervor. Nach seinem Tode im Pondok Indah Hospital in Süd-Jakarta wurde er am 22. Januar 2006 auf dem Kalibata-Heldenfriedhof in Jakarta beigesetzt. An der Beisetzung nahmen der Oberkommandierende der Streitkräfte, General Endriartono Sutarto, der Chef des Generalstabes des Heeres, General Djoko Santoso, der Generalsekretär des Verteidigungsministeriums, Generalleutnant Sjafrie Sjamsoeddin, der Vize-Vorsitzende der Beratenden Volksversammlung, A. M. Fatwa, der Sekretär des Kabinetts Sudi Silalahi, der ehemalige Vizepräsident der Republik Indonesien, Try Sutrisno, der ehemalige Oberkommandierende der Streitkräfte, General Wiranto, sowie der ehemalige Chef des Generalstabes des Heeres, General Wismoyo Arismunandar, teil.